# Livia Ludhova
Livia Ludhova (* 1973 in Bratislava) ist eine slowakische Physikerin und Hochschullehrerin in Deutschland. Sie erforscht Neutrinoeigenschaften mit großvolumigen Flüssigszintillator-Detektoren.

## Biografie
Livia Ludhova ist die Tochter von Ludovit Ludha, einem Tenor-Sänger an der Slowakischen Philharmonie, und Marta Ludhova, einer Physik- und Mathematik-Lehrerin.
Sie studierte Geologie an der Comenius-Universität Bratislava, schloss 1996 mit dem M.A. ab und promovierte 1998 zu dem Thema „Reconstruction of Variscan P-T-t (pressure-temperature-time) path of metapelites in the crystalline complex of Western and High Tatra Mts., Western Carpathians, Slovakia“. Anschließend studierte sie Physik und schloss 2001 mit dem M.A. ab. Danach promovierte sie in experimenteller Kern- und Teilchenphysik an der Universität Freiburg (Schweiz) zum Thema „The Muonic Hydrogen Lamb Shift Experiment: Lifetime and Population of the μp(2S) State“. Von 2005 bis 2015 war sie als Postdoc und Wissenschaftlerin am Istituto Nazionale di Fisica Nucleare (INFN) in Mailand.
2005 wurde sie Mitglied der Borexino-Collaboration, einem unterirdischen Experiment zur Erforschung niederenergetischer solarer Neutrinos in Gran Sasso, Italien. Sie ist Stand 2025 deren Physik-Koordinatorin. Außerdem ist sie seit 2014 Mitglied der JUNO-Kollaboration. JUNO steht für Jiangmen Underground Neutrino Observatory, ein unterirdisches Neutrino-Observatorium in Jiangmen, China. Sie gehört dort Stand 2025 dem Exekutivausschuss an.
Von 2015 bis 2024 war sie Professorin am Physik-Institut der RWTH Aachen und Leiterin der Forschungsgruppe zu Neutrinos am Forschungszentrum Jülich. Seit September 2024 ist sie Professorin für Experimentelle Neutrinophysik an der  Johannes Gutenberg-Universität Mainz und Leiterin der Neutrino-Forschungsgruppe am GSI Helmholtzzentrum für Schwerionenforschung. Sie ist als Forscherin beteiligt am Exzellenzcluster PRISMA+ (Precision Physics, Fundamental Interactions and Structure of Matter).
Private Interessen sind Reisen und Fotografie.

## Forschungsschwerpunkte
Ludhova forscht im Bereich der Niederenergie-Neutrinophysik. Sie hat sich auf die Messung von Neutrinoeigenschaften mit großvolumigen Flüssigszintillator-Detektoren spezialisiert. Damit untersucht sie vor allem solare Neutrinos und Geoneutrinos, aber auch Reaktorneutrinos.
Als Teil der Borexino-Collaboration arbeitet sie mit einem unterirdischen 300-Tonnen-Flüssigszintillator im Laboratori Nazionali del Gran Sasso. Untersucht werden damit solare Neutrinos und Geoneutrinos. Die solaren Neutrinos entstehen durch Fusions-Prozesse in der Sonne. Die Geoneutrinos entstehen in radioaktiven Zerfallsprozessen unter anderem von Thorium und Uran im Innern der Erde, die Energie freisetzen, welche die Dynamik im Erdinnern antreibt. Die Eigenschaften der Neutrinos, die weite Strecken in der Sonne, im Weltraum oder im Gestein ohne Wechselwirkung zurücklegen, erlauben Rückschlüsse auf die im Inneren von Sonne oder Erde ablaufenden Prozesse. 2021 verlieh die European Physical Society der Borexino-Collaboration den Giuseppe and Vanna Cocconi Preis für die bahnbrechende Beobachtung von solaren Neutrinos aus der pp-Kette und dem CNO-Zyklus.
Sie arbeitet außerdem am JUNO-Experiment mit, einem im Aufbau befindlichen, ebenfalls unterirdischen Neutrino-Observatorium in Südchina, dessen Flüssigszintillator-Detektor mit 20.000 Tonnen etwa um einen Faktor 70 größer sein wird als der in Gran Sasso. Dadurch ist eine höhere Zahl von Beobachtungen möglich und durch den Vergleich der Ergebnisse aus verschiedenen Positionen auf dem Erdball sind zusätzliche Rückschlüsse und Eingrenzungen möglich.

## Auszeichnungen und Ehrungen
- 2025:  slowakischer Ľudovít-Štúr-Orden, 2. Klasse, Zivilabteilung, für ihre außerordentlichen Beiträge zur Entwicklung der Slowakischen Republik im Bereich Wissenschaft und Technologie sowie für „ihre herausragenden Bemühungen um die Förderung des Ansehens der Slowakischen Republik im Ausland“[7]

## Publikationen (Auswahl)
- Borexino Collaboration: Neutrinos from the primary proton–proton fusion process in the Sun. In: Nature. Band 512, Nr. 7515, August 2014, ISSN 0028-0836, S. 383–386, doi:10.1038/nature13702.
- Livia Ludhova: Experimental data on solar neutrinos. In: The European Physical Journal A. Band 52, Nr. 4, April 2016, ISSN 1434-6001, doi:10.1140/epja/i2016-16082-5.
- Livia Ludhova: Overview on solar, geo, and reactor neutrino experiments. In: Journal of Physics: Conference Series. Band 1586, Nr. 1, 1. August 2020, ISSN 1742-6588, S. 012034, doi:10.1088/1742-6596/1586/1/012034.
- S. Kumaran, L. Ludhova: A New Journey to the Center of the Earth. In: Nuclear Physics News. Band 30, Nr. 4, 1. Oktober 2020, ISSN 1061-9127, S. 17–21, doi:10.1080/10619127.2020.1752098.
- BOREXINO Collaboration: Optimized α / β pulse shape discrimination in Borexino. In: Physical Review D. Band 109, Nr. 11, 14. Juni 2024, ISSN 2470-0010, doi:10.1103/PhysRevD.109.112014.